# Jaguar XJ220
Jaguar XJ220 — перший суперкар цього концерну Jaguar, що був випущений у 1991 році. Він був створений як продовження моделі XK120, випущеної за 40 років до XJ220. За ці 40 років XJ220 — перший гоночний автомобіль, призначений для доріг загального користування, що розвиває швидкість в 217 миль на годину (347 км/год), не рахуючи автомобілів Jaguar, які брали участь в гонках ЛеМан та WTCC.
Всього виготовили 282 автомобілі.

## Історія створення

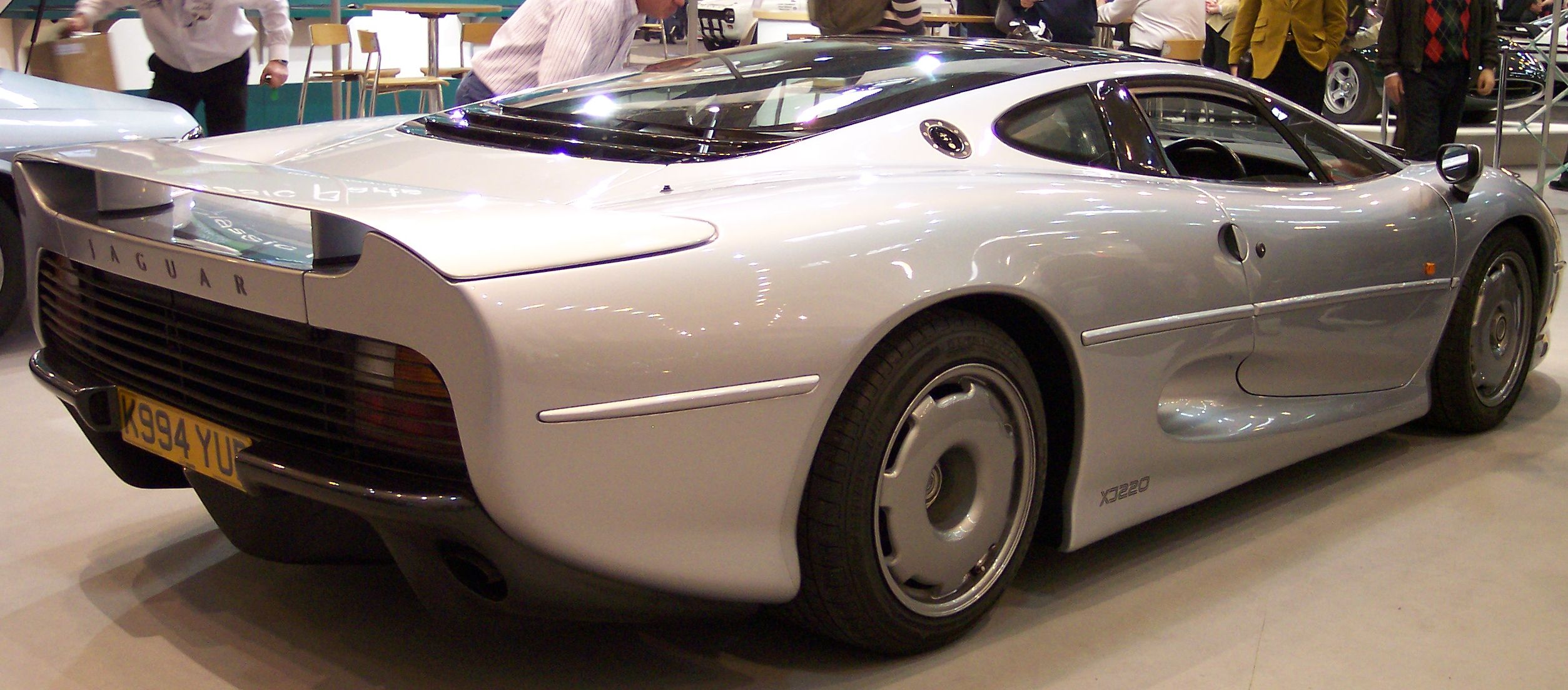
Jaguar XJ220

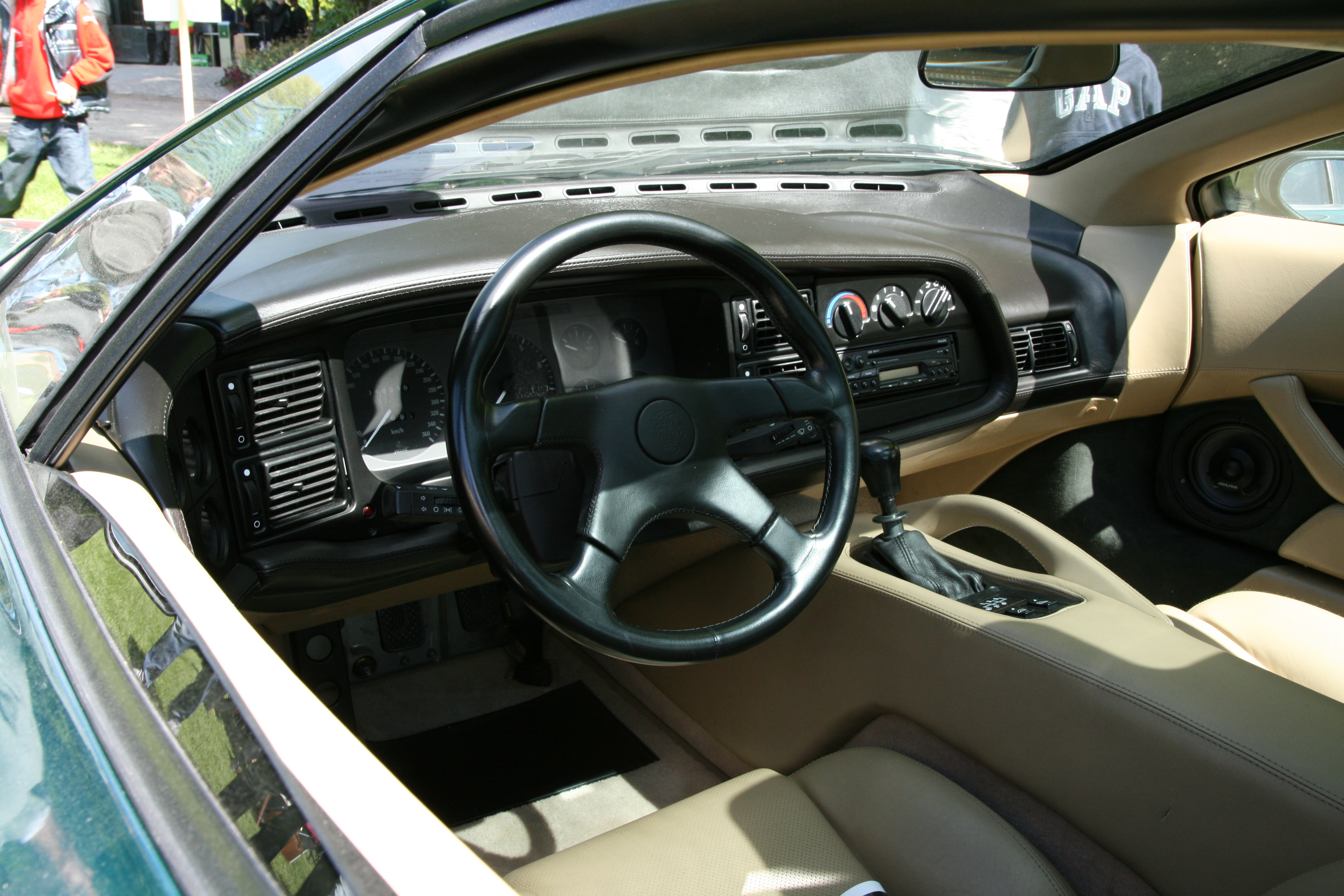

XJ220 був спочатку задуманий технічним директором Джимом Рендлом і невеличкою командою, відомої як «The Saturday Club». Вони побачили запуск Porsche 959, який був суперкаром з чотириколісним приводом, підготовленим до перегонів групи В. Уже в 1984 році, маленька команда в Jaguar роздумувала над створенням повнопривідного автомобіля, який приведе компанію до вершини. Вже з початку розробки автомобіля команда Рендл підтримала можливість виробництва і гоночний вихід на арену автобудівників. Це означало, що V12 слід встановити посередині легкого алюмінієвого шасі. За роботу взявся Tom Walkinshaw Racing, який справив 6.2-літрову версію їх гоночного двигуна. Повний привід був обраний щоб краще розподіляти 507 кінських сил при їзді в умовах мокрого клімату Великої Британії. Рендл виготовив макет шасі з картону і потім залучив проектувальника Кіта Хелфета, який працював над кузовом для цього шасі. Обидва вважали цей проект духовним наступником XJ-13 - прототипу з середньо розміщеним двигуном, який так і не був ніколи випробуваний в гонках. Деякі ідеї, такі як відкритий двигун і аеродинамічний кузов були узяті від XJ-13, але Хелфет намагався зробити форму XJ220 повністю сучасною. Хелфет сказав, що «основна проблема проекту полягала в тому, щоб зробити його конкурентоспроможним аеродинамічно» і при цьому втиснутися в інструкції дорожнього руху. Прототип був представлений в 1988 році і викликав великий інтерес. Проте бюджет диктував свої умови, і серійний автомобіль вийшов вже менш екзотичним. Гільйотинні двері були замінені звичайними, від системи повного приводу довелося відмовитися, а місце під капотом зайняв твінтурбовий гоночний V6 від боліда групи С Jaguar XJR-11. Цей двигун видавав вже 542 к.с., але багато критикували таке рішення, бо автомобіль такого класу не гідний мати V6, конфігурацію, яка найчастіше застосовується на звичайних седанах середнього класу. Крім того, звук V6 далекий від шляхетності. Хоча була і позитивна сторона нововведень - автомобіль втратив у вазі майже 200 кілограм, і крутний момент в 644Нм розганяв автомобіль до сотні всього за 3.6 с. В результаті вийшов безкомпромісний суперкар, а не продукт для мільйонерів.

## Двигуни
- 6.2 L (6,222 см3) Jaguar V12 507 к.с. 542 Нм (концепт)
- 3.5 L (3,498 см3) twin-turbo Jaguar JRV-6 V6 550 к.с. 644 Нм

## Недоліки
Глибока турбояма, млявість двигуна до неї і звіряча лють відразу після, відсутність будь-яких електронних "помічників" водієві (навіть АБС), тугі педалі і відсутність гідропідсилювача керма, аскетичність салону — все це робило управління автомобілем в міському режимі нестерпним. Його стихією були швидкості за дві сотні, а зовсім не курсування між казино і рестораном. Все це негативно позначилося на продажах, та й доля куплених XJ220 закінчувалася збиранням пилу в гаражах колекціонерів набагато частіше, ніж у його тодішніх конкурентів.